# ضياء الدين المكي
ضياء الدين المكي، هو عالماً مشهورًا وفقيها في التاريخ الإسلامي في القرن السادس الهجري.

## اسمه
عرف باسم المكي كون عائلته تعود جذورها إلى مكة المكرمة، غادرت مكة وهاجرت أولاً إلى طبرستان وإلى منطقة الري القريبة.

## حياته
درس علم الكلام وتفسير القرآن على أبي القاسم الأنصاري، أبرز علماء المشرق الإسلامي.
درس المكي على يد العلامة الشافعي الجليل البغوي في مرو ومقره خراسان.
تولى المكي دور الواعظ في مسجد الري الرئيسي.
يرجح أنه توفي سنة 559هـ (1163-1164م)، وكان ابنه فخر الدين الرازي في الرابعة عشرة أو الخامسة عشرة من عمره.

## من أهم أعماله
نهاية المرام في دراية الكلام، عمل ضخم مكون من مجلدين.